# Емельянов, Дмитрий Иванович
Емельянов Дмитрий Иванович (1913—1976) — Герой Советского Союза с 1943 года.

## Биография

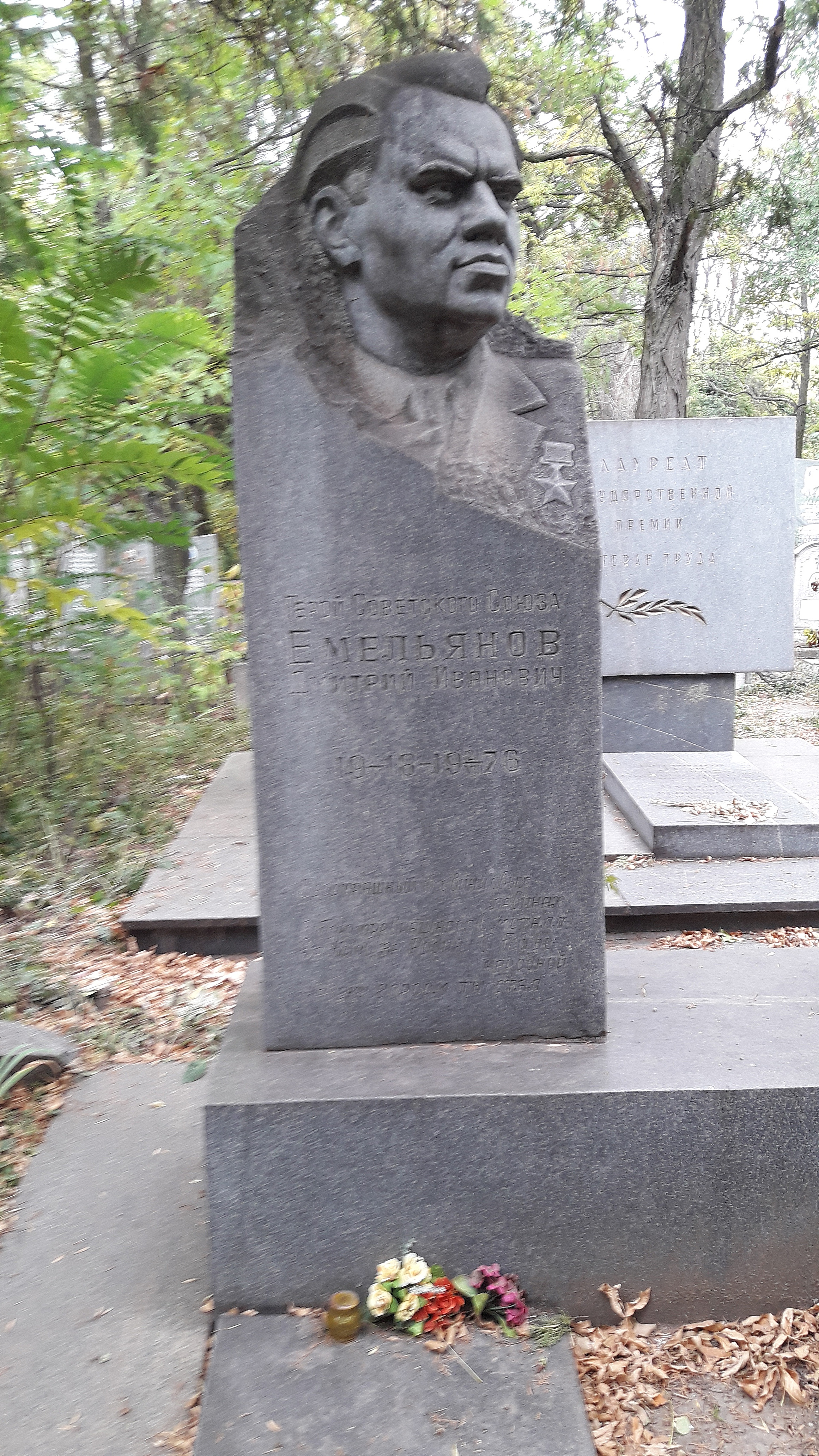
Могила в Запорожье

Родился в 1913 году  в крестьянской семье на Ново-Савинском  хуторе (после упразднения уездно-губернского деления в Челябинской области: в Агаповском районе, затем в городском округе Магнитогорск, в 2004 году включён в состав города и исключён из учётных данных).
Окончил магнитогорское ПУ 19, позднее ПУ № 97. Работал в нём мастером производственного обучения. Член ВКП(б)/КПСС с 1943 года.
В январе 1942 года был призван в Красную Армию. C июня 1942 года воевал на Воронежском фронте. Старший сержант, командир отделения связи артиллерийской батареи 576-го Краснознамённого артполка 167-й Краснознамёнской Сумской стрелковой дивизии.
После Днепра участвовал в боях за город Киев. В 1944 году участвовал в Корсунь-Шевченковской операции и освобождал Правобережную Украину. В составе 38-й армии «перешагнул» через Карпаты в Словакию, участвовал в боях за город Моравска-Острава. Войну закончил в районе чешского города Градец-Кралове.
В 1946 году был демобилизован, вернулся на родину. В 1953 году переехал на постоянное место жительства в город Запорожье. Работал на заводах «Запорожсталь» и Запорожском автозаводе контрольным мастером.
Скончался 21 августа 1976 года. Похоронен в городе Запорожье.

## Награды
- Указом Президиума Верховного Совета СССР от 13 ноября 1943 года за мужество и героизм, проявленные при форсировании Днепра и удержании плацдарма на его правом берегу, старшему сержанту Емельянову Дмитрию Ивановичу присвоено звание Героя Советского Союза с вручением ордена Ленина и медали «Золотая Звезда» (№ 3649).

- Награждён орденом Красной Звезды и медалями, среди которых медаль «За боевые заслуги».